# Moonbase 3
«Лунная база 3» (англ. Moonbase 3) — британский шестисерийный мини-сериал в жанре научной фантастики, созданный Барри Леттсом и Терренсом Диксом и вышедший на телеканале BBC в 1973 году. Действие сериала разворачивается в 2003 году на лунной научно-исследовательской станции вокруг повседневной жизни Дэвида Кольдера, нового начальника станции, и остальных членов её персонала, вынужденных работать в экстремальных и постоянно грозящих опасностью условиях стеснённого пространства станции.
Moonbase 3 планировался Леттсом как более реалистичная альтернатива традиционным фантастическим сериалам на космическую тему, однако сериал не пользовался популярностью и получил сравнительно невысокие оценки критиков. С середины 1970-х годов, сериал в течение почти двух десятилетий считался утерянным, и лишь в 1993 году копии его записей были найдены вновь. В 1994 году сериал был выпущен на VHS, а в 2002 году был переиздан на DVD.

## Список серий
| Список серий Moonbase 3 | Список серий Moonbase 3                                  | Список серий Moonbase 3 | Список серий Moonbase 3 | Список серий Moonbase 3 | Список серий Moonbase 3 | Список серий Moonbase 3 |
| №                       | Название                                                 | Автор сценария | Режиссёр                | Дата трансляции         | Продолжительность       |                         |
| ----------------------- | -------------------------------------------------------- | --- | ----------------------- | ----------------------- | ----------------------- | ----------------------- |
| 1                       | «Отправление и прибытие» (англ. "Departure and Arrival") | Барри Леттс, Терренс Дик | Кен Ханнам              | 9 сентября 1973         | 51 мин 42 с             |                         |
| 1                       | «Отправление и прибытие» (англ. "Departure and Arrival") | Гарри Сондерс, пилот космического корабля, отправляющегося на Землю, испытывает нервный срыв и, совершив ошибку пилотирования, погибает вместе с Тони Рэнсомом, начальником Лунной станции-3. Эти смерти на Земле хотят использовать в качестве повода наконец закрыть станцию, и для спасения ситуации, руководство космической программы направляет на станцию нового начальника, энергичного Дэвида Кольдера, известного под прозвищем «Уэльский волшебник».                                                                             |                         |                         |                         |                         |
| 2                       | «Бегемот» (англ. "Behemoth")                             | Джон Брэйсон | Кен Ханнам              | 16 сентября 1973        | 51 мин 9 с              |                         |
| 2                       | «Бегемот» (англ. "Behemoth")                             | После того, как двое астронавтов бесследно исчезают во экспедиции в Море Холода, а доктор Хайнц Лобенталь, работавший в том же регионе, погибает в результате взрыва в своей лаборатории, причём расследование показывает, что стена лаборатории была пробита изнутри, а рядом с ней обнаружены странные следы, по станции начинают распространяться слухи о таинственном лунном чудовище. Чтобы развеять эти слухи и установить истинную причину исчезновения астронавтов, Кольдер вынужден снарядить отправиться на поиски в Море Холода. |                         |                         |                         |                         |
| 3                       | «Ахиллесова пята» (англ. "Achilles Heel")                | Джон Лукаротти | Кристофер Барри         | 23 сентября 1973        | 51 мин 45 с             |                         |
| 3                       | «Ахиллесова пята» (англ. "Achilles Heel")                | Регулярные происшествия угрожают срывом радиоастрономической программы, как раз в то время, когда Кольдеру необходимо срочно получить реальные результаты, чтобы избежать новой урезки бюджета. Вскоре становится ясно, что кто-то из трёх работающих над программой учёных — Адам Блэйни, Билл Найт или Кейт Вейман, намеренно саботирует работу. |                         |                         |                         |                         |
| 4                       | «Чужаки» (англ. "Outsiders")                             | Джон Брэйсон | Кен Ханнам              | 30 сентября 1973        | 52 мин 2 с              |                         |
| 4                       | «Чужаки» (англ. "Outsiders")                             | Кольдер старается получить результаты от научных программ, для демонстрации надвигающейся инспекции с Земли. Однако двое учёных, на которых он в этом возлагает наибольшие надежды, Стивен Партнис и Питер Конвэй, начинают не выдерживать постоянного стресса пребывания на лунной станции. |                         |                         |                         |                         |
| 5                       | «Кастор и Полидевк» (англ. "Castor and Pollux")          | Джон Лукаротти | Кристофер Барри         | 7 октября 1973          | 51 мин 33 с             |                         |
| 5                       | «Кастор и Полидевк» (англ. "Castor and Pollux")          | На станции ведётся работа по организации совместной с русской Лунной станцией-2 орбитальной экспедиции на Юпитер. В это время, в ходе рядового полёта на лунной орбите, Том Хилл в результате происшествия оказывается в ловушке в вышедшем из строя космическом корабле с ограниченным запасом кислорода. Чтобы спасти его, Кольдер вынужден просить о помощи русского пилота, назначенного в совместную экспедицию, даже понимая, что провал спасательной операции поставит под угрозу всю программу.                                     |                         |                         |                         |                         |
| 6                       | «Вид мёртвой планеты» (англ. "View of a Dead Planet")    | Арден Уинч | Кристофер Барри         | 14 октября 1973         | 51 мин 44 с             |                         |
| 6                       | «Вид мёртвой планеты» (англ. "View of a Dead Planet")    | На Земле запускается проект «Арктическое Солнце», заключающийся во взрыве водородной бомбы над Арктикой, с целью освободить ото льдов для освоения новые земли — несмотря на предупреждения отдельных учёных, что это может вызвать цепную реакцию в атмосфере Земли. После этого, вся связь с Землёй прерывается и её окутывает странный туман. На станции понимают, что они, вместе с остальными четырьмя лунными станциями, похоже оказались последними уцелевшими людьми, но ресурсов станции хватит не более чем на несколько недель.  |                         |                         |                         |                         |